# Coutoubea
Coutoubea é um género botânico pertencente à família Gentianaceae.

## Espécies
- Coutoubea alba
- Coutoubea densiflora
- Coutoubea humilis
- Coutoubea lutea
- Coutoubea minor
- Coutoubea spicata

1. ↑  «Coutoubea — World Flora Online». www.worldfloraonline.org. Consultado em 19 de agosto de 2020